# Markus Göbel
Markus Göbel (* 1965) ist ein deutscher Wirtschaftswissenschaftler.

## Leben
Von 1988 bis 1994 studierte er Wirtschaftswissenschaften an der Universität Wuppertal. Von 1994 bis 1998 war er Promotionsstipendiat an der Deutschen Hochschule für Verwaltungswissenschaften Speyer. Von 1998 bis 1999 war er Consultant der KGSt consult GmbH Kommunalberatung in Köln. Von 1999 bis 2001 war er wissenschaftlicher Mitarbeiter am Institut zur Erforschung sozialer Chancen (ISO). Von 2001 bis 2007 war er wissenschaftlicher Assistent am Lehrstuhl für Betriebswirtschaft, insb. Organisationstheorie an der Helmut-Schmidt-Universität. Von 2007 bis 2009 vertrat er eine Professur für öffentliche Wirtschaft an der Universität Hamburg. Von 2009 bis 2012 lehrte er als Professor für Betriebswirtschaftslehre und akademischer Leiter (Prodekan) an der Hochschule Fresenius. Seit 2012 ist er Professor für Betriebswirtschaftslehre, insb. Unternehmensführung und -theorie, an der Helmut-Schmidt-Universität.
Seine Forschungspunkte sind Organisations- und Unternehmenstheorien, New Public Management, Strategisches Management, Crosssektorale Partnerschaften,  und die Steuerung von Organisationskooperationen.

## Schriften (Auswahl)
- Verwaltungsmanagement unter Veränderungsdruck! Eine mikropolitische Analyse. München 1999, ISBN 3-87988-350-5.
- mit Martin Birke und Michael Schwarz: Beratungsthema Unternehmensnachhaltigkeit. Künftige Herausforderungen für Umweltmanagement und Öko-Consulting. Berlin 2003, ISBN 3-89404-975-8.
- Interaktive Unternehmenssteuerung. Organisation, Wissen und Reziprozität auf Kapitalmärkten. Wiesbaden 2009, ISBN 978-3-8349-1520-7.